# Colón (El Salvador)
Colón é um município de El Salvador, localizado no departamento de La Libertad. 

## Transporte
O município de Colón é servido pela seguinte rodovia:
- CA-08, que liga o município de Ahuachapán (Departamento de Ahuachapán) (e a Fronteira El Salvador-Guatemala, na cidade de Conguaco - rodovia CA-08 Guatemalteca) à cidade
- CA-01, que liga o distrito de Candelaria de la Frontera (Departamento de Santa Ana) (e a Fronteira El Salvador-Guatemala, na cidade de Atescatempa - CA-01) à cidade de San Salvador (Departamento de San Salvador)
- LIB-41  que liga a cidade de Jayaque ao município [1]